# Gneo Egnazio
Gneo Egnazio (in latino Gneus Egnatious; fl. II secolo a.C.) è stato un politico romano.
Senatore romano, probabilmente, diede il nome alla Via Egnatia e figlio di Gaio Egnatius, era un plebeo e membro della tribù Stellatina. Membro del Senato romano, compare per la prima volta nei documenti storici intorno all'anno 149 a.C., dove apparve come testimone anziano in un senatoconsulto inviato a Corcira (nell'attuale isola di Corfù).  Egnazio fu eletto Pretore qualche tempo prima del 146 a.C., e in seguito egli fu nominato proconsole della nuova provincia della Macedonia, in sostituzione di Quinto Cecilio Metello Macedonico che aveva appena finito di pacificare la nuova provincia.
Durante il suo mandato come governatore della Macedonia venne iniziata la costruzione della Via Egnatia nel 146 a.C., completata nel 120 a.C.. La porzione della strada romana costruita sotto il mandato di Gnneo Ignazio iniziava nel mare Adriatico ad Apollonia, attraversava le montagne del Pindo e percorrendo verso est nella Macedonia centrale, terminava a Tessalonica. Non si sa più nulla del suo mandato come governatore della Macedonia o della sua successiva carriera.